# Vincenzo Battista
Vincenzo Battista (Napoli, 5 ottobre 1823 – Napoli, 14 novembre 1873) è stato un compositore e direttore d'orchestra italiano, autore di opere liriche che alla loro epoca riscossero indubbio successo e popolarità ma che, uscite dai cartelloni teatrali e non più riprese, sono state completamente dimenticate come anche il loro autore.

## Biografia
Studiò composizione e direzione d'orchestra presso il «Real collegio di Musica», poi divenuto «Conservatorio di San Pietro a Majella».

Iniziò la sua carriera musicale come compositore molto presto e, appena ventenne, presentò nella stagione di quaresima 1843 la sua prima opera al Teatro Nuovo di Napoli, Anna La Prie che incontrò il favore del pubblico e fu molto applaudita. Nel 1844 il suo secondo lavoro, Margherita d'Aragona, dato come "opera d'obbligo" al Teatro San Carlo di Napoli, suscitò ancora più entusiasmo. Nel 1845 mise in scena al Teatro alla Scala di Milano l'opera Roswina de la Forest che venne lodata per la bella musica. Nel 1846 fu la volta di Emo che al Teatro San Carlo, ebbe esito mediocre. Ma l'anno seguente, nello stesso teatro, la sua Irene registrò un successo definito "splendidissimo". 
Nel 1847, al Teatro Nuovo di Napoli, andò in scena il suo dramma musicale Mudarra accolto piuttosto freddamente dal pubblico. Nel 1853 colse un grande successo con Ermelinda, poi ribattezzata Esmeralda, la cui prima rappresentazione avvenne al Teatro Nuovo di Napoli, che fu tradotta anche in inglese per essere rappresentata a Londra.

## Opere
- Anna La Prie Tragedia lirica in tre atti, libretto di Nicola Leoncavallo.

prima rappresentazione: febbraio 1843 Teatro Nuovo di Napoli; 
interpreti Gaetano Fraschini ed Enrico Tamberlik tenori; Maria Luisa Beneventano soprano;
- Margherita d'Aragona Tragedia lirica in tre atti, libretto di Giambattista Celi-Colajanni.

prima rappresentazione: 12 febbraio 1844, Teatro San Carlo di Napoli,- 
interpreti: Fanny Goldberg e Carlotta Gruitz soprani; 
Gaetano Fraschini tenore; Filippo Coletti, baritono.
interpreti: Eugenia Tadolini soprano,  Gaetano Fraschini tenore;
- Roswina de la Forest Tragedia lirica in tre atti, libretto di Giambattista Celi-Colajanni;

prima rappresentazione: Teatro alla Scala di Milano febbraio 1845;
interpreti: Erminia Frezzolini soprano, Antonio Poggi tenore, Giuseppe Lodi baritono;
- Emo, melodramma serio in tre atti, libretto di Giambattista Celi-Colajanni:

prima rappresentazione: Teatro San Carlo di Napoli 1846;
interpreti: Eugenia Tadolini soprano, Gaetano Fraschini tenore, Filippo Coletti baritono;
- Irene, libretto di Domenico Bolognese

prima rappresentazione: Teatro San Carlo di Napoli 26 dicembre 1847,
interpreti: Teresina Brambilla soprano, Enrico Giuffrida tenore, Gennaro Luzio basso,
- Mudarra, tragedia lirica in tre atti, libretto di Domenico Bolognese,

prima rappresentazione: Teatro San Carlo di Napoli 12 febbraio 1844,
interpreti: Luigia Bendazzi-Secchi soprano, Anna Salvetti mezzo soprano, Guglielmo Roppa e Anafesto Rossi tenori;
Achille De Bassini baritono;
- Eleonora Dori,  tragedia lirica in tre atti, libretto di Salvatore Cammarano,

prima rappresentazione: Teatro San Carlo di Napoli 4 febbraio 1847,
interpreti: Erminia Frezzolini soprano, Anna Manzi-Salvetti mezzosoprano, Gaetano Fraschini tenore, Pietro Balzar baritono;
- Il corsaro della Guadalupa, opera seria, libretto di Domenico Bolognese,

prima rappresentazione: Teatro Nuovo di Napoli 16 9tt9bre 1853,
interpreti Laura Ruggero Antonioli soprano,  Carolina Cetronè contralto,  Giuseppe Mastriani e Giuseppe Zoboli tenori, Luigi Fioravanti baritono,  Raffaele Grandillo basso;
- Ermelinda poi ribattezzata Esmeralda, opera semiseria in tre atti libretto di Domenico Bolognese,

prima rappresentazione: Teatro Nuovo di Napoli 15 febbraio 1851,
interpreti: Giorgina Evrard soprano, Anna Manzi-Salvetti mezzo soprano, Ferdinando Agresti tenore, Luigi Fioravanti, baritono.